# Lernanthropus barnardi
Lernanthropus barnardi is een eenoogkreeftjessoort uit de familie van de Lernanthropidae. De wetenschappelijke naam van de soort is voor het eerst geldig gepubliceerd in 1959 door Capart.